# Otakar Ostrcil
Otakar Ostrcil (født 25. februar 1879 i Prag, Tjekkiet - død 20. august 1935) var en tjekkisk komponist, dirigent, pianist og lærer.
Ostrcil studerede komposition privat hos Zdenek Fibich, og var lærer på Musikkonservatoriet i Prag.
Han har skrevet en symfoni, orkesterværker, seks operaer, kammermusik, melodramaer etc. Ostrcil hører til Tjekkiets vigtige komponister i begyndelsen af det 20. århundrede.

## Udvalgte værker
- Symfoni i a-dur (1906) - for orkester
- Sinfonietta (1922) - for orkester
- "Jan Zhořelecký" (1898) - opera
- "Vlasty skon" (1903) - opera
- "Kunálovy oči" (1908) - opera
- "Poupě" (1910) - opera
- "Legenda z Erinu" (1919) - opera
- "Honzovo království" (1933)
- "Eventyrsuite" (1912) - for orkester